# Gwiazda symbiotyczna
Gwiazda symbiotyczna – szczególna klasa gwiazd podwójnych, w których są wyraźnie widoczne linie absorpcyjne formujące się w chłodniejszej gwieździe i linie emisyjne wysoko zjonizowanego gorącego gazu. Widma gwiazd symbiotycznych stanowiły zagadkę, dopóki nie stwierdzono ich przynależności do układów podwójnych.
Gwiazda symbiotyczna składa się z gwiazdy klasy czerwonego olbrzyma oraz z gorącej gwiazdy – towarzysza o mniejszych rozmiarach (jest nim najczęściej biały karzeł, ale może nim być małomasywna gwiazda ciągu głównego, a nawet gwiazda neutronowa). Okresy orbitalne gwiazd symbiotycznych są rzędu kilku lat, a nawet dłuższe.
Faza gwiazdy symbiotycznej reprezentuje późny etap ewolucji gwiazdy i stosunkowo krótki etap w ewolucji układu podwójnego. Czerwony olbrzym na tym etapie traci bardzo intensywnie masę, co jest źródłem otoczki wokół całego układu. Ze względu na krótkotrwałość tego etapu, liczba znanych gwiazd symbiotycznych jest stosunkowo niewielka (~200). Większość z nich znajduje się w naszej Galaktyce, ale znane są nieliczne gwiazdy symbiotyczne np. w Małym Obłoku Magellana i Wielkim Obłoku Magellana. 
Materia tracona przez czerwonego olbrzyma częściowo opada na zwartego towarzysza, co jest źródłem obserwowanej aktywności gwiazdy symbiotycznej, mającej nieraz postać silnych wybuchów i formowania się dżetu. Materia ta tworzy dysk akrecyjny otaczający zwarty składnik.
Znane gwiazdy symbiotyczne to EG And (HIP 3494), Z And (HIP 116287), CH Cyg (HIP 95413), CI Cyg (HIP 97594), RS Oph.
Podejrzewa się, że gwiazdy symbiotyczne są przodkami bipolarnych mgławic planetarnych. Niektóre z gwiazd symbiotycznych mogą też przekształcić się w systemy, które ostatecznie eksplodują jako supernowe typu Ia.